# Премия Видероэ
Премия Рольфа Видероэ — премия Европейского физического общества (Accelerator Group) вручаемая раз в три года за выдающиеся работы в области физики ускорителей. Вручается с 1994 года. Окончательное название в честь норвежского физика Рольфа Видероэ приобрела в 2011 году, ранее "Prize B" группы EPS-AG.

## Лауреаты
- 2023: Кацунобу Оиде
- 2020: Lucio Rossi[англ.]
- 2017: Лин Эванс
- 2014: Mikael Eriksson[швед.]
- 2011: Shin-Ichi Kurokawa
- 2008: Александр Чао
- 2006: Тепляков, Владимир Александрович
- 2004: Мешков, Игорь Николаевич
- 2002: Kurt Hübner[нем.]
- 2000: Eberhard Keil
- 1998: Cristoforo Benvenuti
- 1996: R.D. Kohaupt и группа обратных связей DESY: M. Ebert, D. Heins, J. Klute, K.-H. Matthiesen, H. Musfeldt, S. Pätzold, J. Rümmler, M. Schweiger, J. Theiss

## См.также
- Премия Захерера — премия AG-EPG для физиков в ранней части карьеры
- Премия Роберта Уилсона — премия в области физики ускорителей Американского физического общества